# Ion Călugăru
Ion Călugăru, pseudonimul lui Ștrul Leiba Croitoru, (n. 14 februarie 1902, Dorohoi – d. 22 mai 1956, București) a fost un prozator, romancier, dramaturg și gazetar de origine evreiască, avangardist român, parte a mișcării artistice a expresionismului și suprarealismului românesc.

## Biografie
Studii primare la Dorohoi, studii liceale la liceul Matei Basarab din București pe care nu-l termină, în ciuda sprijinului acordat de profesorul de latină, Eugen Lovinescu. Este coleg de liceu cu Sașa Pană. A scris în revistele avangardiste, precum Contimporanul, unu, Integral, dar a colaborat și la revista lui Nae Ionescu, Cuvântul, unde se împrietenește cu Mihail Sebastian.
A debutat cu o culegere de povestiri umoristice, Caii lui Cibicioc. Publică ulterior două cărți de proză în spiritul avangardismului, Paradisul static și Abecedar de povestiri populare. După 1930 însă, se concentrează în proză asupra reprezentarea literală a mișcărilor sociale, mizeria maselor, huzurul și intrigile din lumea marelui capital și lupta clasei muncitoare. În ultimii săi ani de viață, scrie și piese de teatru precum Clovnul care gândește sau Ion și Salomeea.

## Distincții
- Medalia „A cincea aniversare a Republicii Populare Române” (24 decembrie 1952) „pentru lupta și munca duse în vederea făuririi, consolidării și prosperării Republicii Populare Române”[2]
- Ordinul Muncii clasa a II-a (9 iunie 1954) „pentru merite deosebite în domeniul creației literare”[3]

## Opera literară
- Caii lui Cibicioc. Schițe fără umor, 1923
- Haiducul Codău, moartea poterelor, bucuria văduvelor, 1924
- Paradisul static, 1926
- Abecedar de povestiri populare, editura unu, București, 1930 (tiraj de 200 de exemplare afară din comerț)
- Omul de după ușă, 1931
- Charlot, Editura Vremea, București, 1933
- Don Juan cocoșatul, 1934
- Erdora, Colecția "Rosidor", Editura „Națională-Ciornei” S.A, 1934 (ediție numerotată)
- De la cinci până la cinci, 1935
- Copilăria unui netrebnic, 1936 (retipărit în 1962 la Editura pentru Literatură și în1996 la Editura Hasefer)
- Trustul, 1937 (retipărit în 1956 la Editura Tineretului)
- Scriitorii libertatii, 1945
- Ion și Salomeea: Scenariu dramatic. Un prolog și 3 acte, Editura de Stat, 1947
- Lumina primăverii, 1948 (retipărit în 1955 la Editura de Stat pentru literatură și artă)
- Am dat ordin să tragă. Schițe și nuvele, București, 1948
- Clovnul care gândește, Editura de Stat, București, 1949
- Măseaua stricată, 1949
- Oțel și pâine, 1952 (retipărit în 1955 și în 1960 la Editura de Stat pentru literatură și artă)
- Casa șoarecilor. Schițe fără umor și nuvele, E.S.P.L.A., București, 1957 (ediție îngrijită de Sașa Pană; postum)
- Paradisul statistic, Editura Minerva, București, 1971 (ediție îngrijită și prefațată de Cornelia Ștefănescu; postum)

În 1998 apare la Editura Vinea Iubite Fondane... Scrisori inedite, ce conține corespondență de Ion Călugăru, Filip Brunea-Fox, Sașa Pană, Stephan Roll, Ilarie Voronca, Ion Minulescu și alții adresată lui Benjamin Fundoianu - Fondane.

## Cărți despre Ion Călugăru
- Flavius Paraschiv, Ion Călugăru: între literatură și publicistică, Editura Hasefer, București, 2020

## Informații suplimentare
- Flavius Paraschiv, Dorohoiul antebelic al avangardiștilor, în „Studii de Știință și Cultură", Vol. XVII, nr. 1, martie 2021